# Kasper Dolberg
Kasper Dolberg Rasmussen (Silkeborg, 6. listopada 1997.) danski je nogometaš koji igra na poziciji napadača. Trenutačno igra za Anderlecht i dansku nogometnu reprezentaciju.

## Klupska karijera

### Silkeborg IF
Dana 17. svibnja 2015. godine odigrao je svoju prvu seniorsku utakmicu za Silkeborg IF u gostima protiv Brøndbya IF, zamijenivši Adeolu Lanra Runsewea u 63. minuti. Silkeborg je tu utakmicu izgubio 0:2.

### Ajax
Dana 5. siječnja 2015. čelnici Ajaxa najavili su dolazak tada 17-godišnjega Dolberga te potpis ugovora od ljeta 2015. do ljeta 2018. Dana 13. svibnja 2016. godine Dolberg je prihvatio produljenje ugovora do 2021. godine.
Dana 26. srpnja 2016. godine Dolberg je zabio svoj prvi europski pogodak u kvalifikacijskoj utakmici Lige prvaka protiv grčkog PAOK-a. Na kraju utakmice rezultat je bio 1:1. Prvu utakmicu u nizozemskoj ligi odigrao je dana 7. kolovoza 2016. godine u gostujućoj utakmici protiv Sparte iz Rotterdama, kao zamjena za Matea Cassierru. Ajax je pobijedio 1:3. Tjedan dana kasnije bio je u početnoj postavi protiv Rode JC te je zabio oba Ajaxova gola. Završilo je 2:2. Dana 29. rujna 2016. zabio je jedini pogodak u pobjedi od 1:0 protiv Standard Liègea u grupnoj fazi Europske lige. Dana 20. studenoga 2016. godine zabio je hat-trick u prvom poluvremenu protiv NEC-a. Ajax je pobijedio 5:0, a Dolberg je postao najmlađi strani igrač koji je zabio hat-trick za Ajax. Dana 9. ožujka 2017. Dolberg je zabio u porazu od 1:2 protiv Kopenhagena u prvoj utakmici osmine finala Europske lige. Sudjelovao je u finalu Europske lige u kojem je Ajax izgubio od Manchester Uniteda rezultatom 0:2. Izašao je u 62. minuti te ga je zamijenio David Neres.
Dana 22. listopada 2017. godine zabio je dvaput u pobjedi od 1:4 protiv rivala Feyenoorda. Dana 20. rujna 2017. godine zabio je hat-trick u prvoj fazi KNVB kupa u pobjedi od 1:5 protiv SVV Scheveningena. Dana 26. studenoga 2017. godine zabio je u pobjedi od 5:1 protiv Rode JC.

### Nice
OGC Nice je 2019. godine platio 20,5 milijuna eura za Dolberga koji je potpisao ugovor dana 29. kolovoza iste godine. Svoj prvi pogodak za francuski klub zabio je dana 21. rujna 2019. u pobjedi od 2:1 protiv Dijona. Dana 2. veljače 2020. zabio je 2 gola u pobjedi od 2:1 protiv Lyona. U posljednjoj utakmici sezone (koja je obustavljena zbog pandemije koronavirusa) dana 7. ožujka 2020. Dolberg je zabio 2 gola u pobjedi od 2:1 protiv Monaca. Nice je na kraju obustavljene sezone završio na petom mjestu što mu je omogućilo prolaz u grupnu fazu Europske lige.
Dolberg je u sezoni 2020./21. prve zgoditke postigao protiv Strasbourga dana 29. kolovoza 2020. u pobjedi od 0:2. Nije postigao nijedan pogodak u grupnoj fazi Europske lige te je Nice završio na zadnjem mjestu sa samo jednom pobjedom i pet poraza. Dana 4. travnja 2021. zabio je dva pogotka u pobjedi od 1:2 protiv Nantesa.

## Reprezentativna karijera
U studenome 2016. godine Dolberg je dobio poziv u seniorsku momčad za utakmice protiv Kazahstana i Češke. Prvi nastup za reprezentaciju imao je dana 11. studenoga 2016. godine u utakmici protiv Kazahstana koju je Danska dobila rezultatom 4:1. Dana 10. lipnja 2017., u pobjedi od 1:3 protiv Kazahstana, Dolberg je ušao u 68. minuti umjesto Yussufa Poulsena te zabio svoj prvi pogodak za reprezentaciju u 81. minuti.
U svibnju 2018. stavljen je na širi popis igrača za Svjetsko prvenstvo u Rusiji 2018. godine.
U svibnju 2021. stavljen je na popis igrača za Europsko prvenstvo 2020. U osmini finala protiv Walesa 26. lipnja 2021. zabio je 2 pogotka u visokoj pobjedi Danske 4:0.

## Statistike

### Klupska karijera
Ažurirano 8. travnja 2021.
| Sezona    | Klub         | Nastupi | Golovi |
| --------- | ------------ | ------- | ------ |
| 2014./15. | Silkeborg IF | 3       | 0      |
| 2016./17. | Ajax         | 47      | 23     |
| 2017./18. | Ajax         | 30      | 9      |
| 2018./19. | Ajax         | 38      | 12     |
| 2019./20. | Ajax         | 3       | 1      |
| 2019./20. | Nice         | 26      | 11     |
| 2020./21. | Nice         | 29      | 6      |
| Ukupno    | Ukupno       | 176     | 62     |

### Reprezentativna karijera
Ažurirano 8. travnja 2021.
| Država | Godina | Nastupi | Golovi |
| ------ | ------ | ------- | ------ |
| Danska | 2016.  | 1       | 0      |
| Danska | 2017.  | 3       | 1      |
| Danska | 2018.  | 6       | 0      |
| Danska | 2019.  | 7       | 4      |
| Danska | 2020.  | 5       | 0      |
| Danska | 2021.  | 6       | 4      |
| Ukupno | Ukupno | 28      | 9      |

#### Reprezentativni pogodci
| #  | Datum               | Mjesto                                      | Nastup | Protivnik  | Pogodak | Rezultat | Natjecanje                       |
| -- | ------------------- | ------------------------------------------- | ------ | ---------- | ------- | -------- | -------------------------------- |
| 1. | 10. lipnja 2017.    | Središnji stadion Almati, Almati, Kazahstan | 3.     | Kazahstan  | 3:1     | 3:1      | Kvalifikacije za SP 2018.        |
| 2. | 10. lipnja 2019.    | Stadion Parken, Kopenhagen, Danska          | 13.    | Gruzija    | 1:0     | 5:1      | Kvalifikacije za UEFA Euro 2020. |
| 3. | 10. lipnja 2019.    | Stadion Parken, Kopenhagen, Danska          | 13.    | Gruzija    | 3:1     | 5:1      | Kvalifikacije za UEFA Euro 2020. |
| 4. | 15. listopada 2019. | Stadion Aalborg, Aalborg, Danska            | 15.    | Luksemburg | 2:0     | 4:0      | Prijateljska utakmica            |
| 5. | 15. listopada 2019. | Stadion Aalborg, Aalborg, Danska            | 15.    | Luksemburg | 3:0     | 4:0      | Prijateljska utakmica            |
| 6. | 28. ožujka 2021.    | MCH Arena, Herning, Danska                  | 23.    | Moldavija  | 1:0     | 8:0      | Kvalifikacije za SP 2022.        |
| 7. | 28. ožujka 2021.    | MCH Arena, Herning, Danska                  | 23.    | Moldavija  | 6:0     | 8:0      | Kvalifikacije za SP 2022.        |
| 8. | 26. lipnja 2021.    | Johan Cruijff Arena, Amsterdam, Nizozemska  | 28.    | Wales      | 1:0     | 4:0      | UEFA Euro 2020.                  |
| 9. | 26. lipnja 2021.    | Johan Cruijff Arena, Amsterdam, Nizozemska  | 28.    | Wales      | 2:0     | 4:0      | UEFA Euro 2020.                  |

## Nagrade

### Ekipne nagrade

#### Ajax
- Eredivisie: 2018./19.
- KNVB kup: 2018./19.
- Johan Cruijff Superkup: 2019.
- UEFA Europska liga – 2. mjesto: 2016./17.

### Individualne nagrade
- Mladi danski nogometaš godine: 2016.
- Ajax – talent godine: 2017.
- Talent godine nizozemskoga nogometa: 2016./17.
- Nice – igrač sezone: 2019./20.

## Vanjske poveznice
- Kasper Dolberg na službenoj stranici Danskog nogometnog saveza